# NGC 6075
NGC 6075 (другие обозначения — IC 4594, MCG 4-38-38, ZWG 137.55, VV 380, PGC 57426) — галактика в созвездии Геркулес.
Этот объект входит в число перечисленных в оригинальной редакции «Нового общего каталога».